# Gerda Munck
Gerda Agnete Munck født Höpfner (2. januar 1901 i Kolding – 24. december 1986 i Risskov) var en kvindelig dansk fægter. 

## Liv og karriere
Gerda Munck blev født på Jernbanegade 10 i Kolding den 2. januar 1901 som datter af lektor, cand.mag. Holger Vilhelm Höpfner og hustru Anna Christine Poulsen Larsen. Forældrene blev viet i Frederiksberg kirke den 1. december 1895. Gerda Muncks faster var gift med arkitekten Mogens Irming.
Gerda Munck blev i 1923 gift med lægen Willy Torben Munck; parret fik to børn.
Gerda Munck, der repræsenterede Fægteklubben Cirklen, var på det danske hold, der vandt europamesterskabet i fleuretfægtning for kvinder i maj 1932 i København.
Hun deltog ved Sommer-OL 1932 i Los Angeles på individuel fleuret, som var den eneste fægtedisciplin for kvinder. Hun kom i finalen og opnåede en plads som nummer 7 ud af 10 deltagere.